# Wysoka (powiat słupski)
Wysoka (kaszb. Wësokô, niem. Wittstock) – dawna kaszubska wieś rybacka w Polsce położona w województwie pomorskim, w powiecie słupskim, w gminie Smołdzino na Wybrzeżu Słowińskim i nad wysokim brzegiem (stąd nazwa miejscowości) jeziora Gardno. Wieś wchodzi w skład sołectwa Gardna Mała.
W latach 1975–1998 miejscowość należała administracyjnie do województwa słupskiego.
Na terenie wsi znajduje się pole namiotowe oraz Sala Królestwa zboru Świadków Jehowy.

## Nazwa
Nazwa, poświadczona po raz pierwszy w formie Wizoke w 1224, ma pochodzenie słowiańskie i charakter topograficzny. Jest to nazwa prymarna, wyprowadzona od pomorskiego kontynuantu psł. przymiotnika *vysokaja „wysoka”. Friedrich Lorentz odnotował formę nazwy miejscowości w lokalnych gwarach słowińskich: Väsʉ̀ɵ̯kå.
Niemiecka nazwa Wittstock jest adaptacją fonetyczną pierwotnej nazwy słowiańskiej z adideacją do zrostu dwóch członów: dniem. witt „biały” i dniem. Stock „pasmo wzgórz”.
Rada Języka Kaszubskiego proponuje kaszubską formę nazwy Wësokô.